# Airlink
Airlink (mã IATA = 4Z, mã ICAO = LNK) là hãng hàng không, trụ sở ở Nam Phi. Hãng có căn cứ chính ở Sân bay quốc tế OR Tambo. Hãng có mạng lưới các tuyến đường quốc nội khá lớn và có một số tuyến quốc tế trong châu Phi.

## Lịch sử
Airlink là hãng hàng không tư, được thành lập năm 1995, kết hợp với một số hãng hàng không khác như: Midlands Aviation (lập năm 1967), Lowveld Aviation Services, Magnum Airways, Border Air, Citi Air và Link Airways. Airlink cũng nắm 49% cổ phần của Zimbabwe Airlink và 40% cổ phần của Airlink Swaziland. Năm 1997 Airlink liên minh với South African Airways và South African Express Airways trong 1 liên minh chiến thuật, và đã đổi tên thành South African Airlink, nhưng đã ngưng liên kết từ đầu năm 2006.

## Các nơi đến
(Tháng 3/2005):
- Nam Phi

- Bloemfontein
- Cape Town
- Durban
- East London,
- George,
- Johannesburg
- Kimberley
- Lanseria,
- Mafikeng
- Mala Mala
- Margate
- Mthatha
- Nelspruit
- Phalaborwa
- Pietermaritzburg
- Polokwane
- Port Elizabeth
- Sun City
- Upington

- Lesotho

- Maseru

- Mozambique

- Beira
- Maputo

- Eswatini

- Manzini

- Zambia

- Ndola

- Zimbabwe

- Bulawayo

## Đội máy bay
(Ngày 18.6.2008):
- 1 Avro RJ85 (thuê của Safair)
- 4 BAe 146-200 [1]
- 5 Embraer ERJ 135LR
- 12 BAe Jetstream 41

Đang đặt mua: 2 Embraer 170-100LR
Tính tới ngày 9.6.2008, tuổi trung bình các máy bay của Airlink là 14.2 năm ().